# Lhassa
Cette page contient des caractères spéciaux ou non latins. S’ils s’affichent mal (▯, ?, etc.), consultez la page d’aide Unicode.
Pour les articles homonymes, voir Lhassa (homonymie).
Lhassa (tibétain : ལྷ་ས་, Wylie : lha sa, THL : lhasa ; translittération phonétique en chinois : 拉萨 ; pinyin : Lāsà), ou Rasa dans la période pré-bouddhique, est une ville-préfecture, capitale du Tibet, région autonome de la république populaire de Chine depuis 1965.
Capitale du royaume du Tibet à partir du VIIe siècle, puis de l'Ü-Tsang à partir de l'ère de la fragmentation, Lhassa fut le siège du gouvernement du Ganden Phodrang sous le règne à la fois religieux du 5e dalaï-lama et temporel du Mongol Güshi Khan sous le Khanat qoshot, puis sous la tutelle de la dynastie Qing et enfin sous le Tibet indépendant de facto du 13e dalaï-lama au XXe siècle.
La ville s'est développée au pied du mont Gephel. Le palais du Potala, l'ancien palais d'hiver du dalaï-lama, et le palais de Norbulingka, l'ancienne résidence d'été, sont, avec le temple de Jokhang, classés au patrimoine mondial par l'UNESCO.

## Origines du nom
D'anciens documents et inscriptions tibétaines prébouddhiques mentionnent l'appellation « Rasa », littéralement « la terre des chèvres » ou le « lieu entouré » (par une enceinte de montagnes). L'installation du bouddhisme aurait converti cette appellation en « Lhassa » signifiant « la terre des dieux » (Lha = déité, Sa = terre, sol).

## Histoire

### Empire tibétain et ère de la fragmentation

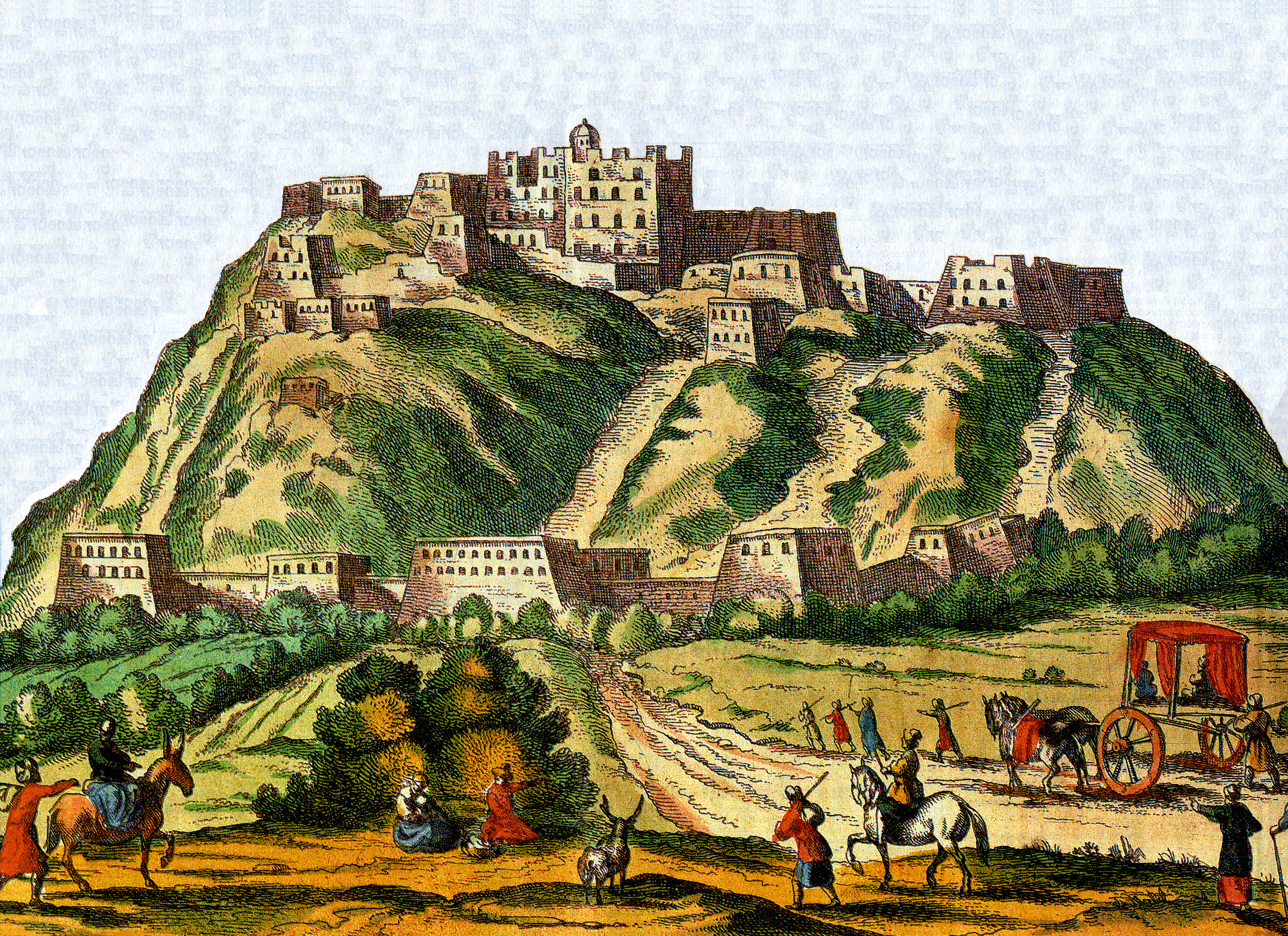
Le Potala (dessin du jésuite autrichien Johann Grueber en 1661, publié dans Athanasius Kircher, China illustrata, 1667, p. 74).

Selon Liu Jiangqiang, la légende raconte que le second empereur de l'Empire du Tibet, Songtsen Gampo (Srong-brtsan Sgam-po, vers 609-613 à 650) fit de Lhassa sa capitale et qu'il fit bâtir le temple de Jokhang en 639, le temple de Ramoché à peu près au même moment et le palais du Potala. L'UNESCO date aussi ces trois palais de cette période.
Au XVe siècle, la cité s'éleva et acquit de l'importance avec l'appui de trois vastes monastères Gelugpa (Dge-lugs) fondés par Tsong-kha-pa et ses disciples. Ces trois monastères sont Ganden (Dga'-ldan), Séra (Se-ra) et Drepung ('Bras-spung).
Du fait de l'essor du bouddhisme, le nombre de pèlerins augmenta régulièrement. Des hôtels, des boutiques, des maisons et des bâtiments administratifs surgirent autour du temple de Jokhang, formant la rue circulaire connue sous le nom de Barkhor.

### Règne des Tsangpa
Au XVe siècle, le deba tsangpa Karma Tenkyong Wangpo, favorable aux Kagyupa, allié aux bön (religion traditionnelle tibétaine) et opposé aux Gelugpa, gouverne depuis le dzong de Samdrubtsé, capitale du Tsang (aujourd'hui de la ville-préfecture de Shigatsé). Il attaque et prend Lhassa, alors capitale de l'Ü, entre 1630 et 1636.

### Règne des Mongols qoshots
Les troupes mongoles de Güshi Khan, khan des Qoshots régnant sur le Kokonor (Qinghai) et favorable aux bonnets jaunes, attaquent alors les tsangpa, et tuent Karma Tenkyong Wangpo qui s'était réfugié à Sambrubtsé après un siège en 1642.
Güshi khan installe Lobsang Gyatso (Blo-bzang-rgya-mtsho 1617-1682), le Ve dalaï-lama, comme chef temporel du Tibet, en déplaçant le centre administratif à Lhassa. Le lama fit reconstruire le Potala, lui donnant une hauteur de près de 120 mètres (la reconstruction ne s'achèvera que quelques années après sa mort) et en faisant le siège du pouvoir religieux et politique. Lhassa connut alors un nouvel essor : des résidences officielles, des hôtels particuliers, des auberges et des boutiques vinrent flanquer le Barkhor.

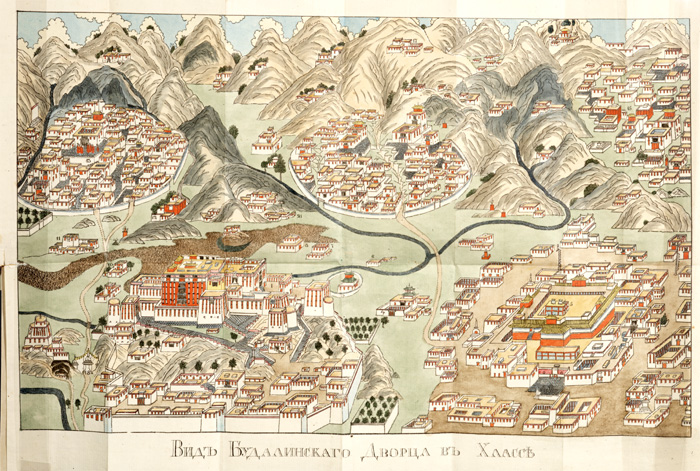
Plan de Lhassa au XIXe siècle par Nikita Bichurin.

### Protectorat mandchou
En 1720, l'empereur mandchou Kangxi, allié aux Mongols Khalkhas, lance son armée sur Lhassa pour en chasser les Mongols dzoungars. À l'automne 1720, les murailles de Lhassa sont abattues et 2 000 soldats mongols y sont laissés en garnison.
Thomas Manning, le premier Anglais à visiter Lhassa qu'il atteignit début décembre 1811, en fait une description d'un agréable exotisme, sans plus ; la ville lui inspire, peut-être en raison de la fatigue du voyage, une indifférence rêveuse : « Si le palais est plus important que ce que j'avais imaginé, la ville, jusque-là me déçoit. Il n'y a dans son apparence rien de frappant, rien de plaisant. Les bâtiments sont noirs de suie et de crasse. Les rues sont remplies de chiens, dont certains grognent sans cesse en mâchonnant des débris de peaux qui traînent partout et dégagent une odeur de charnier ; d'autres boîtent et sont hagards ; d'autres ont des ulcérations et d'autres meurent de faim que les corbeaux picorent ; certains sont morts et leur cadavre est dévoré. En bref, tout est minable, sordide, avec quelque chose d'irréel. Même la gaieté des habitants, leurs rires, je trouvai qu'ils paraissaient oniriques, hallucinants. C'était moi qui rêvais, sans doute, mais je ne pus me débarrasser de cette idée,. »
À la fin du XIXe siècle, le moine bouddhiste japonais Ekai Kawaguchi, séjournant à Lhassa, indique que le commerce y est actif. Sur les marchés se vendent des articles provenant de Chine et de l'Inde. Les paiements s'effectuent en or, qui est alors pesé, ou en roupie indienne ou en utilisant la monnaie tibétaine. Les moines ont le monopole du commerce du thé et des images pieuses. Les Chinois tiennent de nombreux restaurants. Il écrit que la ville a quantité de mendiants aux mains coupées ou aux yeux arrachés, ces derniers étant plus nombreux que les premiers, reflètant les peines ayant cours à cette époque. Thubten Gyatso, 13e dalaï-lama, qui avait aboli la peine de mort en 1898, interdit les châtiments physiques tels que l’amputation de membres dans sa Proclamation d'indépendance du Tibet en 1913.

### AuXXesiècle

#### Avant 1951

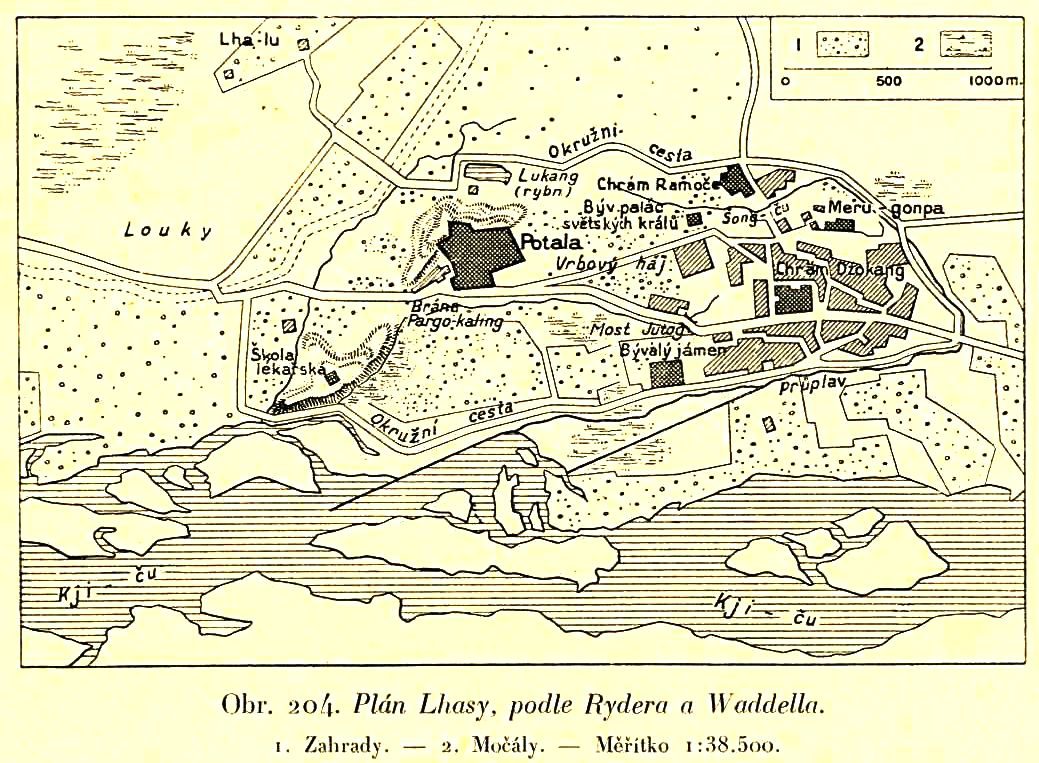
Carte de Lhassa en 1932.

##### Impressions étrangères
Séjournant à Lhassa deux mois durant en 1846, le missionnaire français Évariste Huc trouve les rues de la ville propres, tout du moins quand il ne pleut pas.
En 1904, le corps expéditionnaire de Francis Younghusband se fraye un chemin jusqu'à Lhassa. Selon Jean Dif, « Les Anglais découvrent une ville à la fois magnifique et sordide. Le Potala les émerveille et les inquiète ». Le journaliste du Times de l'époque qualifie Lhassa de cité-jardin.
En 1906, il n'y avait qu'une petite zone résidentielle près du Jokhang.
En 1910, Zhao Erfeng, un seigneur de guerre chinois, investit et pille Lhassa ; le dalaï-lama doit s'exiler en Inde.
Des documents historiques font état de plusieurs épidémies ayant frappé la ville dans les années 1920-1930 : la variole en 1925, qui fait 7 000 victimes, la fièvre typhoïde en 1934 puis en 1937, qui tue plus de 5 000 personnes.
En 1924, l'exploratrice et tibétologue Alexandra David-Néel est la première femme occidentale à atteindre Lhassa.
Vers 1935, la ville s'étend avec la construction du quartier résidentiel dit de la Montagne enneigée, face au Potala.
Vers 1950, Lhassa compte entre 26 000 et 30 000 habitants et couvre moins de trois kilomètres carrés, sans rues pavées ni égouts,.
Arrivée à Lhassa en 1951, Feu Du Tai, ancienne codirectrice de la radiodiffusion, du cinéma et de la télévision de la région autonome, affirme dans ses mémoires que la pauvreté et le délabrement de la ville dépassaient l'imagination. Lhassa ne comptait qu'une rue présentable, le Barkhor. Il n'y avait ni éclairage public, ni eau courante, ni égouts. À l'ouest du monastère de Jokhang, il y avait un village de mendiants appelé Lupubangcang. Autour du monastère de Ramoche, se pressaient près de 4 000 mendiants, soit le dixième de la population de la ville.
En 1953, au premier recensement, la zone urbaine de Lhassa compte environ 30 000 résidents, dont 4 000 mendiants, en plus de 15 000 moines.

##### Salubrité et hygiène
Robert Barnett indique qu'il existait des toilettes traditionnelles à double évacuation. L'une fonctionnait pendant six mois pendant que l'autre était bouchée, ainsi les excréments pouvaient se décomposer. Puis la fosse était vidée et son contenu servait d'engrais dans les champs. Ce dispositif a été utilisé au Tibet pendant des générations.

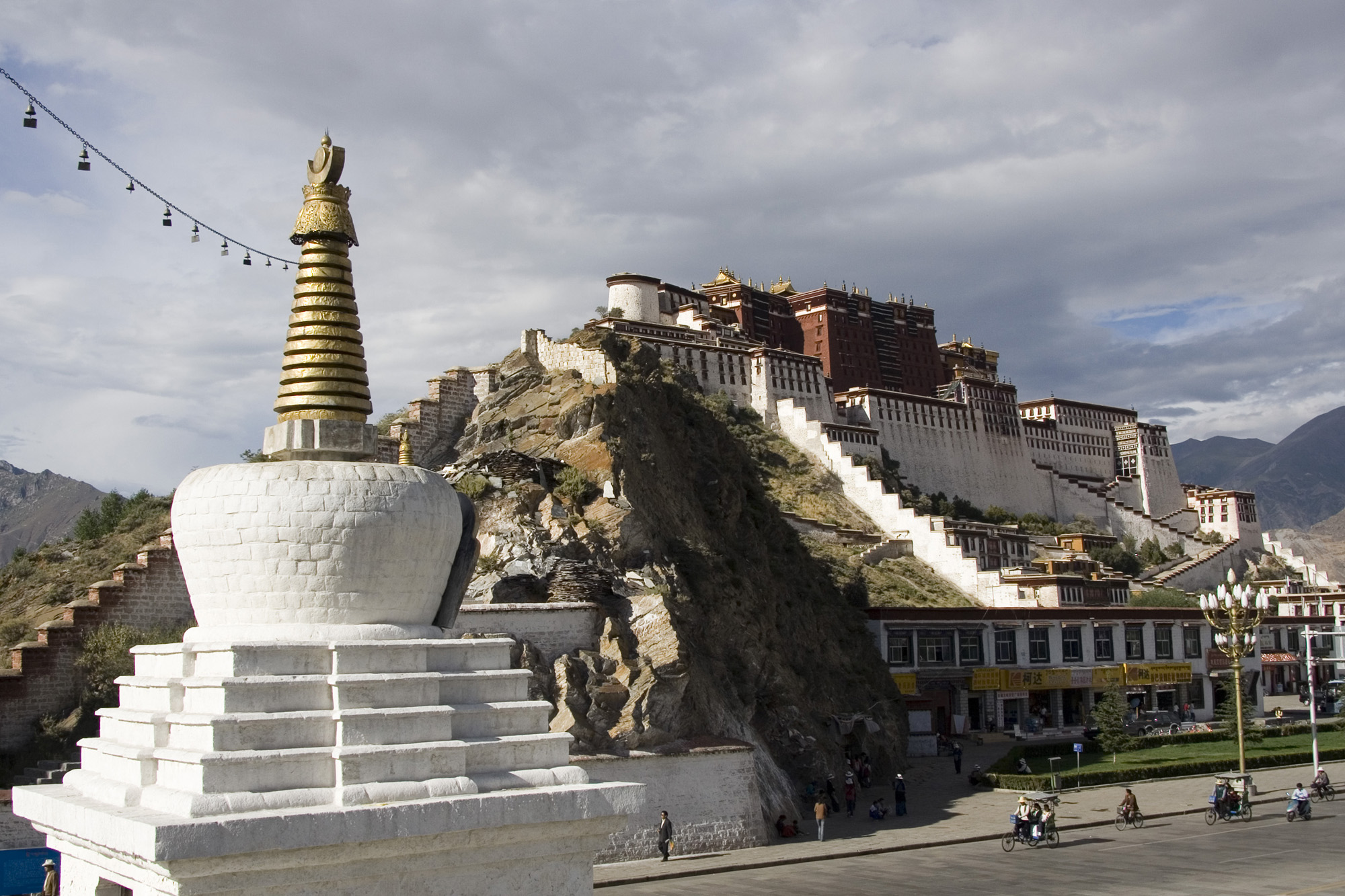
Reconstitution de la porte de la vieille ville en forme de chörten et le palais du Potala.

Lors des fêtes du Nouvel An, début mars, « toute la ville est toilettée » et acquiert une réputation de propreté, « ce qui n'est pas son état normal », affirme le dernier visiteur occidental de la cité interdite, l'Autrichien Heinrich Harrer, à la fin des années 1940. Comme il n'y avait pas de toilettes, déclare-t-il, on peut « imaginer l'état de Lhassa lors des fêtes du Nouvel An où il y avait 25 000 habitants, 20 000 nomades ainsi que 25 000 moines ». À la demande du gouvernement tibétain de l'époque, ce même Harrer établit, en compagnie de Peter Aufschnaiter, une carte de la ville et de ses environs en vue de concevoir un réseau d'égouts,. Le médecin italien Regolo Moise qui séjourna à Lhassa en 1948 décrit les conditions sanitaires comme « précaires, mais absolument pas désastreuses, certainement pas pires que celles qui règnent dans d'autres pays plus connus ». Il note l'absence de tuberculose et de pneumonie.

#### Après 1951
Les troupes de l'armée populaire de libération entrèrent à Lhassa le 9 septembre 1951 et y sont demeurées depuis lors.

##### Soulèvement de 1959
En mars 1959, un soulèvement éclata dans la capitale tibétaine, entraînant la fuite du 14e dalaï-lama.
Pendant la famine au Tibet au début des années 1960, des témoignages d'anciens prisonniers tibétains attestent d'une mortalité liée à la pénurie de nourriture et à la famine dans les prisons de la région de Lhassa.

##### Révolution culturelle (1966-1976)
En 1966, éclata la révolution culturelle qui atteignit le Tibet en août : 20 000 gardes rouges à Lhassa se livrent à des déprédations et se combattent en factions rivales. Tashi Tsering séjourna à Lhassa quelques mois en 1967, il décrit une ville transformée :
« Un des changements dans la ville elle-même, c'était la disparition du marché central. Il n'y avait plus rien à vendre dans les rues. Disparues les petites échoppes regorgeant de marchandises, disparues les voix des vendeurs et des clients qui marchandaient en riant, disparus les innombrables bars à thé et à bières que j'avais fréquentés. À la place, il n'y avait que des magasins gouvernementaux chichement approvisionnés ».
Tashi Tsering constate que les Tibétains sont mal nourris ; la viande, le beurre, les pommes de terre ont pratiquement disparu alors qu'auparavant la nourriture était proposée en abondance. Mais ce qui a le plus frappé Tashi est l'attitude des Tibétains, ils semblaient en permanence démoralisés, l'air triste et renfrogné. Lors d'une rencontre dans la rue avec un de ses anciens amis, pourtant initialement favorable au régime communiste, celui-ci reste sans réaction les yeux fixés au sol, la peur inscrite sur son visage. Il constate alors que son ami est surveillé par un garde rouge, il est devenu « un objet de la lutte des classes et qu'il était sous la surveillance des masses ». Il quitte alors rapidement son ami, craignant par sa seule présence « d'aggraver son cas ».

##### Tournée d'inspection de Hu Yaobang (1980)
En mai 1980, dans le cadre d'une tournée d'inspection au Tibet, Hu Yaobang dans un meeting devant 5 000 cadres à Lhassa, proposa six mesures pour résoudre la question tibétaine,.

##### Troubles de 1987 à 1993
En 1987, 1988 et 1989, Lhassa fut secouée par des manifestations et des émeutes, la loi martiale fut imposée en 1989 et resta en vigueur jusqu'en mai 1990.
Selon l'encyclopédie Larousse, « Le 1er octobre 1987, quelques jours après un discours du dalaï-lama au Congrès américain, au cours duquel il propose de faire du Tibet une « zone de paix démilitarisée », Lhassa s'embrase. Des moines, descendus des monastères voisins, viennent crier leur désir d'un Tibet libre. La manifestation est durement réprimée, de nombreux Tibétains, religieux et laïcs, sont emprisonnés. Malgré les dispositions prises par les Chinois pour prévenir de nouvelles manifestations, nationalistes, le même scénario se répète en mars, puis en décembre 1988. En mars 1989, une nouvelle rébellion de plusieurs jours, la plus sanglante depuis la fin de la Révolution culturelle, conduit à l'instauration de la loi martiale, qui reste en vigueur jusqu'en mai 1990. La propagande chinoise accuse le dalaï-lama et les Tibétains en exil de fomenter ces troubles. »,. Selon le frère du 14e dalaï-lama, Gyalo Thondup, les troubles de 1987-1989 furent concoctés par des gouvernements étrangers, allégation que l'historien tibétain Tsering Shakya trouve fascinante mais manquant d'éléments permettant de la corroborer.
Selon le gouvernement tibétaine en exil, ces manifestations furent réprimées brutalement. Robert Barnett déclare que « la plupart des observateurs indépendants ont témoigné que ces évènements ont commencé pacifiquement ». La violence a fait suite au tabassage des manifestants et aux tirs par armes à feu de la part de la police.
He Baogang et Barry Sautman font état de douzaines de personnes tuées et de centaines d'autres arrêtées pendant les événements de la fin des années 1980 et du début des années 1990. Ils affirment que les manifestants pour leur part ont tué plusieurs agents de police et se sont livrés à des lynchages et ont causé des incendies dont les victimes étaient des civils Han.
En janvier 1993, le maire de Lhassa fut « démissionné » pour ses prises de position trop peu critiques envers les manifestants.
Claude B. Levenson indique que les mendiants ont « fait leur apparition vers le milieu des années 1990 ».

### AuXXIesiècle

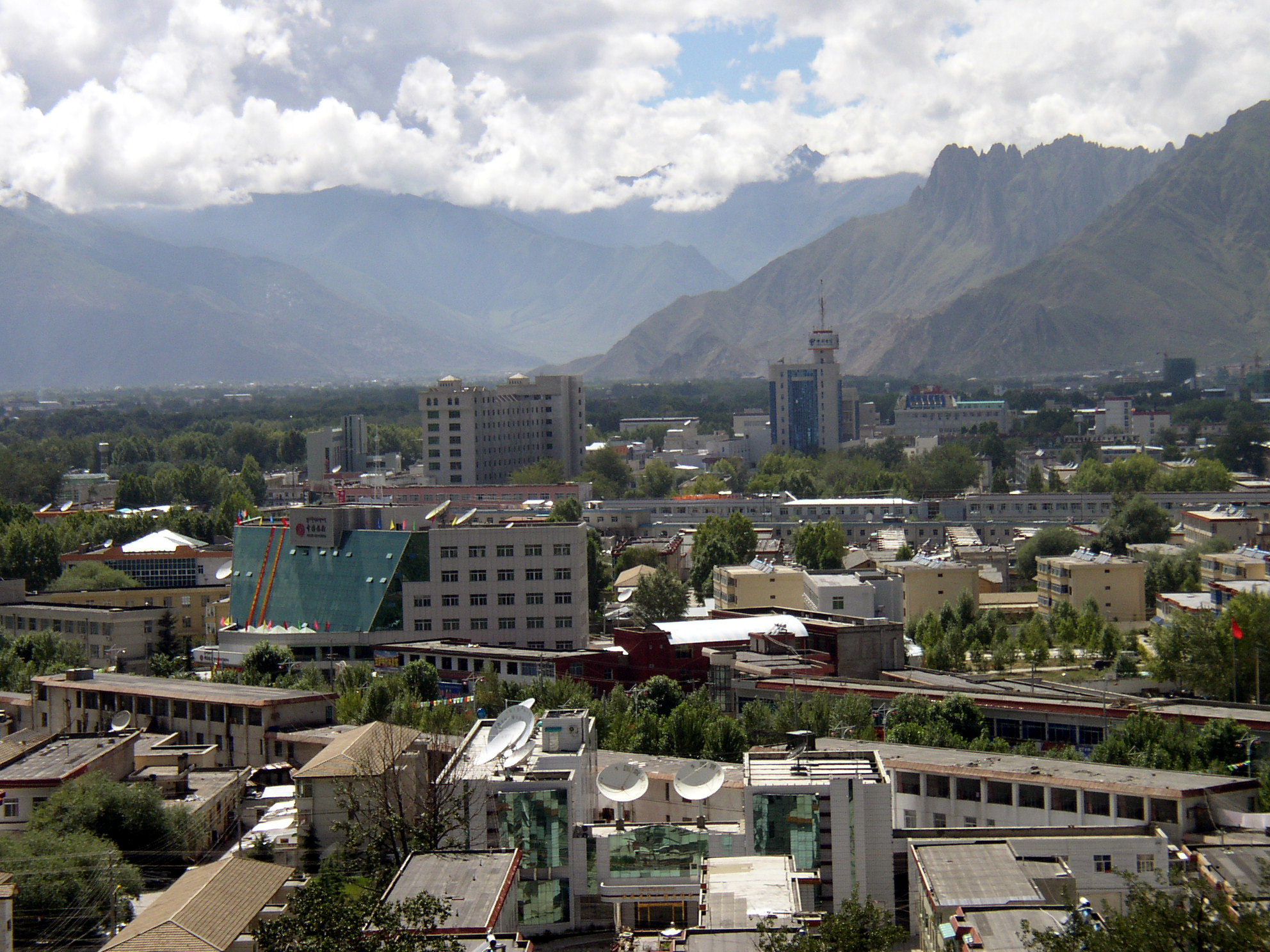
Le sud-ouest de la ville depuis les remparts du Potala.

#### Troubles de 2008
Selon le journaliste Bruno Philip, en mars 2008, des moines du monastère de Drepung défilent dans les rues de Lhassa, afin de demander la libération de moines emprisonnés en 2007, après qu’ils eurent repeint les murs du monastère en blanc pour fêter la remise de la médaille d'or du Congrès des États-Unis au 14e dalaï-lama,. Selon le journaliste britannique James Miles présent sur place, Lhassa devait connaître des troubles violents visant l'ethnie Han et la minorité musulmane Hui et entraînant l'incendie de bâtiments publics et de résidences, le pillage de commerces. Les autorités chinoises expulsèrent les journalistes et les touristes de la ville, et rétablirent l'ordre,,.
Selon l'agence officielle Xinhua, 18 civils et un officier de police furent tués par les émeutiers tandis que les pertes matérielles sont estimées à plus de 244 millions de yuans (environ 35 millions de dollars) ».
Le dalaï-lama affirme que « des témoins fiables ont pu établir que 400 personnes ont été tuées dans la seule région de Lhassa. Tuées par balles, alors qu'elles manifestaient sans armes ».

#### Immolations et arrestation (2012)
Alors que plusieurs Tibétains se sont immolés depuis mars 2011, Qi Zhala, le chef du Parti communiste de Lhassa a décidé d'un renforcement de la surveillance policière des monastères mais aussi sur les routes nationales et autour des principaux suspects. Qi Zhala a déclaré : « Nous devons frapper fort toutes les activités séparatistes, destructrices et criminelles de la clique du dalaï-lama »,. Qi Zhala précisait que les « séparatistes étrangers » prenaient Lhassa comme objectif de sabotage et d'infiltration.
Le 27 mai, deux Tibétains se sont auto-immolés devant le temple de Jokhang, haut site religieux du Tibet. Selon l'agence Chine nouvelle, les policiers ont « réussi à éteindre les flammes en quelques minutes ». Il s'agirait de deux moines tibétains, l'un est mort et l'autre grièvement blessé. Selon Radio Free Asia : « Lhassa est désormais quadrillée par la police et les forces para-militaires et la situation est très tendue ». Près de 600 habitants ou pèlerins tibétains ont été arrêtés et emprisonnés tandis que les pèlerins venant du Kham et de l'Amdo ont été expulsés. Amnesty International demande aux autorités de libérer ces prisonniers ou de les inculper selon les critères de la loi chinoise. Amnesty International est aussi intervenue, à ce sujet, au Conseil des droits de l’homme des Nations unies.

#### Crise du Covid 19
Les premiers cas de Covid sont signalés le 8 août 2022, selon des témoignages sur le site WhatsOnWeibo. Un confinement, destiné à lutter contre le Covid-19, est installé par les autorités chinoises. Des images de bus déplaçant des habitants vers des centres de quarantaine sont diffusées sur Twitter.
Le 26 octobre 2022, alors que le confinement dure depuis soixante-quatorze jours, des travailleurs migrants chinois manifestent pour être autorisés à rentrer chez eux, indique le tibétologue Robbie Barnett. Par ailleurs, des vidéos filmées la nuit montrent des affrontements entre des policiers et une foule,.

## Géographie

### Situation

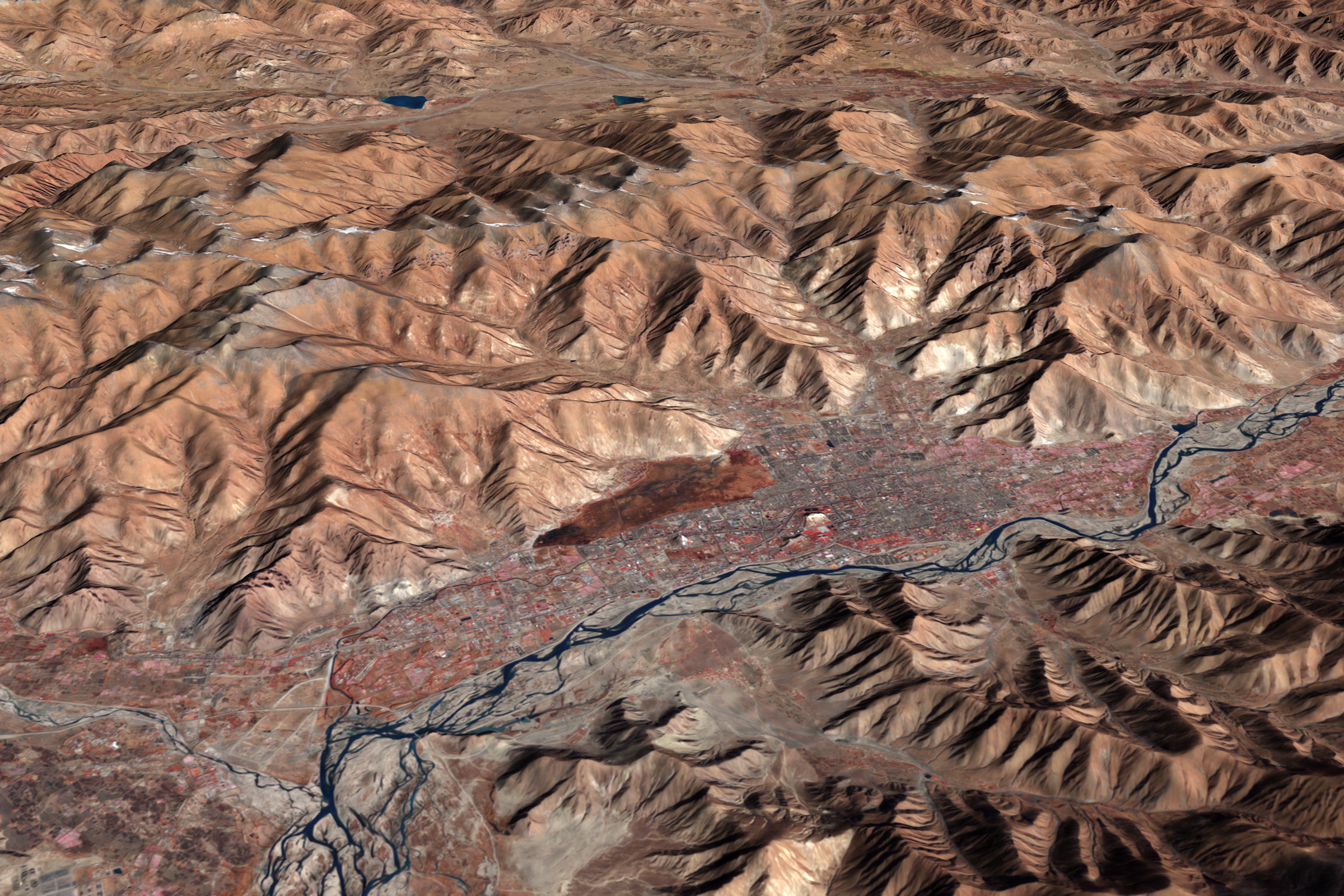
Lhassa se situe dans une vallée fluviale dans les montagnes du Transhimalaya.

Située sur le plateau du Tibet, au fond d'une vallée entourée de montagnes, son altitude de 3 650 m en fait l'une des villes les plus élevées au monde. Les montagnes entourant la ville s'élèvent à 5 000 m. La ville est longée par la rivière Kyi, qui traverse les montagnes Nyainqentanglha, et coule sur 315 km avant de se jeter dans le Brahmapoutre. Le Chakpori est une montagne sacrée de Lhassa.

### Subdivisions administratives
La ville-préfecture de Lhassa exerce sa juridiction sur huit subdivisions - trois districts et cinq xian. Les districts de Chengguan, Doilungdêqên et Dagzê comportent la majeure partie de la zone urbaine principale de Lhassa, située dans la vallée de la rivière Lhassa.
| \| Chengguan Doilungdêqên Dagzê Damxung Qüxü Nyêmo Lhünzhub Maizhokunggar \| |                 |                                             |                   |                  |                   |                  |                |
| Nom en français                                                              | Tibétain        | Wylie pinyin tibétain                       | Chinois simplifié | Pinyin           | Population (2010) | Superficie (km²) | Densité (/km²) |
| District de Chengguan                                                        | ཁྲིན་ཀོན་ཆུས་       | khrin kon chus Chingoin Qü                  | 城关区            | Chéngguān Qū     | 279 074           | 525              | 531,56         |
| District de Doilungdêqên                                                     | སྟོད་ལུང་བདེ་ཆེན་ཆུས་ | stod lung bde chen chus Dölungdêqên Qü      | 堆龙德庆区        | Duīlóngdéqìng Qū | 52 249            | 2 672            | 19,55          |
| District de Dagzê                                                            | སྟག་རྩེ་ཆུས་        | stag rtse chus Dagzê Qü                     | 达孜区            | Dázī Qū          | 26 708            | 1 361            | 19,62          |
| Xian de Damxung                                                              | འདམ་གཞུང་རྫོང་     | dam gzhung rdzong Damxung Zong              | 当雄县            | Dāngxióng Xiàn   | 46 463            | 10 234           | 4,54           |
| Xian de Lhünzhub                                                             | ལྷུན་གྲུབ་རྫོང་       | lhun grub rdzong Lhünzhub Zong              | 林周县            | Línzhōu Xiàn     | 50 246            | 4 100            | 12,25          |
| Xian de Maizhokunggar                                                        | མལ་གྲོ་གུང་དཀར་རྫོང་ | mal gro gung dkar rdzong Maizhokunggar Zong | 墨竹工卡县        | Mòzhúgōngkǎ Xiàn | 44 674            | 5 492            | 8,13           |
| Xian de Nyêmo                                                                | སྙེ་མོ་རྫོང་         | snye mo rdzong Nyêmo Zong                   | 尼木县            | Nímù Xiàn        | 28 149            | 3 266            | 8,61           |
| Xian de Qüxü                                                                 | ཆུ་ཤུར་རྫོང་        | chu shur rdzong Qüxü Zong                   | 曲水县            | Qūshuǐ Xiàn      | 31 860            | 1 624            | 19,61          |
| Chengguan Doilungdêqên Dagzê Damxung Qüxü Nyêmo Lhünzhub Maizhokunggar       |                 |                                             |                   |                  |                   |                  |                |

### Climat
Le climat est de type montagnard avec influence de la mousson. Les températures moyennes pour la ville de Lhassa vont d'environ −2 °C pour le mois le plus froid à +15 °C pour le mois le plus chaud, avec une moyenne annuelle de +6,2 °C, et la pluviométrie y est de 420 mm. Les hivers sont très secs et la quasi-totalité des précipitations ont lieu en été lorsque les perturbations du Sud-Est asiatique liées au phénomène de la mousson parviennent plus ou moins atténuées jusque dans les hautes vallées du Tibet. Lhassa bénéficie d'un climat très ensoleillé avec environ 3000 heures d'ensoleillement par an.
| Mois                                | jan.  | fév. | mars | avril | mai  | juin | jui.  | août  | sep. | oct. | nov. | déc. | année |
| ----------------------------------- | ----- | ---- | ---- | ----- | ---- | ---- | ----- | ----- | ---- | ---- | ---- | ---- | ----- |
| Température minimale moyenne (°C)   | −10,1 | −6,8 | −3   | 0,9   | 5    | 9,3  | 10,1  | 9,4   | 7,5  | 1,3  | −4,9 | −9   | 0,8   |
| Température moyenne (°C)            | −2,1  | 1,1  | 4,6  | 8,1   | 11,9 | 15,5 | 15,3  | 14,5  | 12,8 | 8,1  | 2,2  | −1,7 | 7,5   |
| Température maximale moyenne (°C)   | 6,9   | 9    | 12,1 | 15,6  | 19,3 | 22,7 | 22,1  | 21,1  | 19,7 | 16,3 | 11,2 | 7,7  | 15,3  |
| Précipitations (mm)                 | 0,5   | 0,7  | 2    | 5,2   | 26,6 | 72,3 | 119,4 | 122,6 | 58,3 | 10,2 | 1,7  | 1    | 420,5 |
| Nombre de jours avec précipitations | 0,2   | 0,2  | 0,5  | 1,3   | 5,3  | 9,6  | 14,8  | 15,3  | 10   | 2,3  | 0,4  | 0,2  |       |

### Problèmes environnementaux
Lhassa est confrontée à des pollutions atmosphériques comme la majorité des villes chinoises. La densité de particules de 2,5 microns de diamètre a dépassé le niveau de 500 microgrammes par mètre cube, soit vingt fois plus élevé que le plafond préconisé par l’Organisation mondiale de la santé. Cette pollution de l'air est transportée par les vents d'est.

## Population et société

### Démographie

#### XXesiècle
En 1904, le lieutenant-colonel britannique Francis Younghusband qui occupe la ville avec son corps expéditionnaire, estime la population de celle-ci à 30 000 habitants dont 20 000 moines.
Vers 1950, la ville couvre moins de trois kilomètres carrés et ne compte pas plus de 30 000 habitants. Selon Emily T. Yeh, le palais du Potala et le village de Shöl en contrebas de celui-ci ne sont pas considérés comme faisant partie de la ville.
Selon Thomas H. Hahn, en 1953, au premier recensement, la zone urbaine de Lhassa compte environ 30 000 résidents, dont 4 000 mendiants, en plus de 15 000 moines.
En 1975, la ville couvre 18 kilomètres carrés et compte 100 000 habitants.
En 1992, la population de la ville est estimée à un peu moins de 140 000 personnes, dont 96 431 Tibétains, 40 387 Chinois (Hans) et 2 998 divers. À ce chiffre, qui ne tient compte que des résidents permanents, il convient d'ajouter entre 60 000 et 80 000 résidents temporaires, dont la majorité seraient des pèlerins et des commerçants tibétains.

#### XXIesiècle
| Groupes ethniques à Lhassa par district et comté, Recensement 2000 | Groupes ethniques à Lhassa par district et comté, Recensement 2000 | Groupes ethniques à Lhassa par district et comté, Recensement 2000 | Groupes ethniques à Lhassa par district et comté, Recensement 2000 | Groupes ethniques à Lhassa par district et comté, Recensement 2000 | Groupes ethniques à Lhassa par district et comté, Recensement 2000 | Groupes ethniques à Lhassa par district et comté, Recensement 2000 | Groupes ethniques à Lhassa par district et comté, Recensement 2000 |
|                                                                    | Total                                                              | Tibétains                                                          | Tibétains                                                          | Han                                                                | Han                                                                | Autres                                                             | Autres                                                             |
| Lhasa Préfecture                                                   | 474 499                                                            | 387 124                                                            | 81,6 %                                                             | 80 584                                                             | 17,0 %                                                             | 6 791                                                              | 1,4 %                                                              |
| ------------------------------------------------------------------ | ------------------------------------------------------------------ | ------------------------------------------------------------------ | ------------------------------------------------------------------ | ------------------------------------------------------------------ | ------------------------------------------------------------------ | ------------------------------------------------------------------ | ------------------------------------------------------------------ |
| Chengguan District                                                 | 223 001                                                            | 140 387                                                            | 63,0 %                                                             | 76 581                                                             | 34,3 %                                                             | 6 033                                                              | 2,7 %                                                              |
| Lhünzhub                                                           | 50 895                                                             | 50 335                                                             | 98,9 %                                                             | 419                                                                | 0,8 %                                                              | 141                                                                | 0,3 %                                                              |
| Damxung                                                            | 39 169                                                             | 38 689                                                             | 98,8 %                                                             | 347                                                                | 0,9 %                                                              | 133                                                                | 0,3 %                                                              |
| Nyêmo                                                              | 27 375                                                             | 27 138                                                             | 99,1 %                                                             | 191                                                                | 0,7 %                                                              | 46                                                                 | 0,2 %                                                              |
| Qüxü                                                               | 29 690                                                             | 28 891                                                             | 97,3 %                                                             | 746                                                                | 2,5 %                                                              | 53                                                                 | 0,2 %                                                              |
| Doilungdêqên                                                       | 40 543                                                             | 38 455                                                             | 94,8 %                                                             | 1 868                                                              | 4,6 %                                                              | 220                                                                | 0,5 %                                                              |
| Dagzê                                                              | 24 906                                                             | 24 662                                                             | 99,0 %                                                             | 212                                                                | 0,9 %                                                              | 32                                                                 | 0,1 %                                                              |
| Maizhokunggar                                                      | 38 920                                                             | 38 567                                                             | 99,1 %                                                             | 220                                                                | 0,6 %                                                              | 133                                                                | 0,3 %                                                              |

Toutefois les sources chinoises et celles du gouvernement tibétain en exil divergent au sujet du nombre d'habitants chinois d'origine Han dans la ville, et donc de la proportion de cette ethnie. Certaines sources reprennent les chiffres du gouvernement chinois et évoquent 63 % de Tibétains, 34,5 % de Hans et 2,7 % de Huis principalement.
Des sources occidentales non universitaires (Guide du Routard 2008-2009, Quid.fr (2009) et Grandsreporters.com (2009)) affirment que les Chinois d'origine Han représentent entre 60 % et 70 % de la population,,.
D'après le recensement officiel de 2010, la population de la préfecture est de 559 423 habitants en 2010.

### Religions

#### Bouddhisme
Les trois monastères Ganden, Séra et Drepung sont situés à Lhassa.

#### Islam

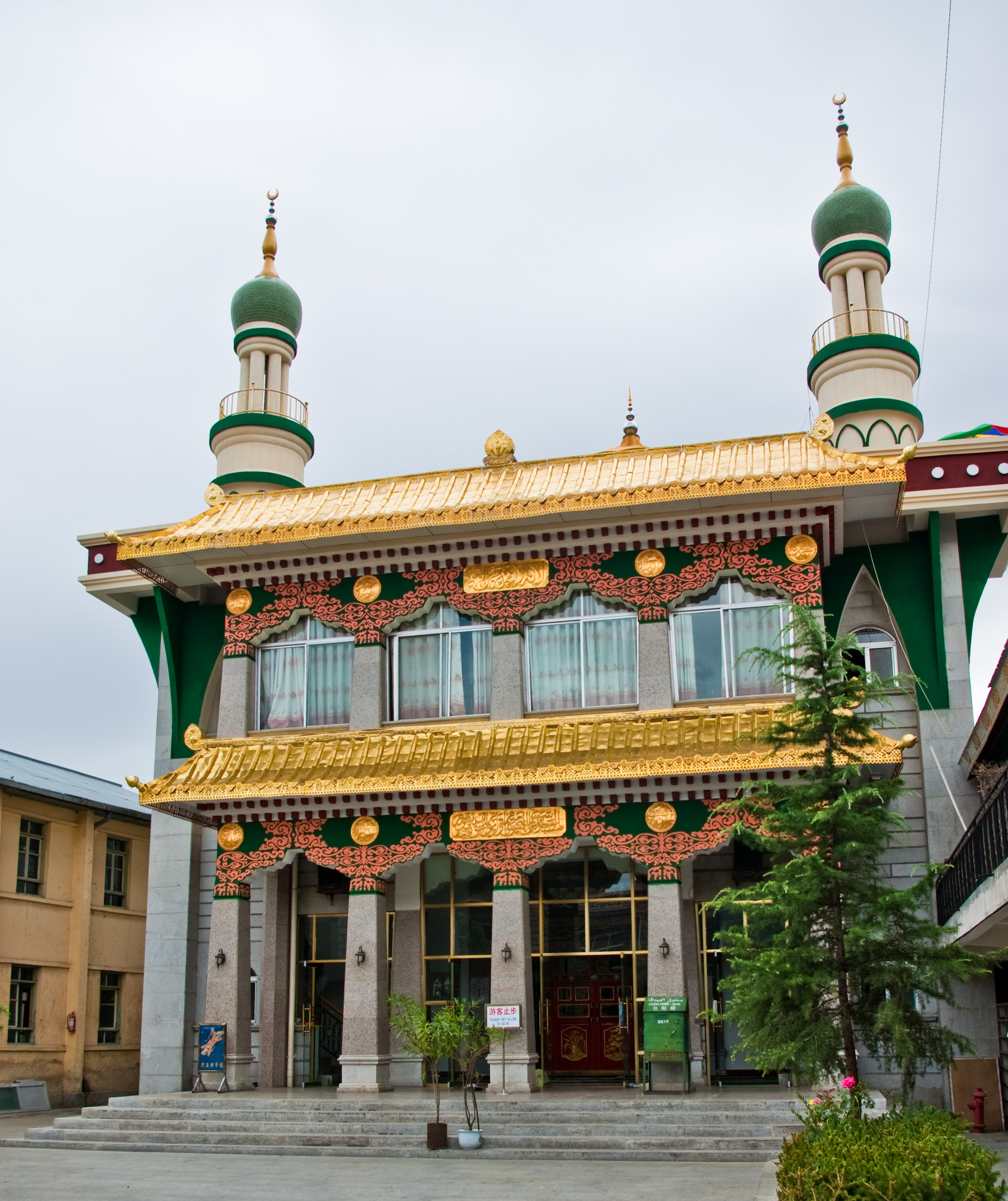
Mosquée de Gya Kache Lhakhang, aussi appelée grande mosquée de Lhassa.

La ville comporte quatre mosquées destinées aux musulmans tibétains. Ces derniers, au nombre de plus de 2 000, descendent, pour une partie, de commerçants venus au Tibet au XVIIe siècle du Ladakh et du Cachemire (d'où leur nom de Khache, Cachemire en tibétain), et, pour l'autre partie, des Hui, migrants venus récemment de la région de Sala au sud de Xining dans la province du Qinghai.
Ils étaient autrefois presque tous commerçants mais certains avaient des postes dans le gouvernement du Tibet comme écrivain ou traducteur.
Lhassa compte deux quartiers musulmans : le Khache Lingka et le Gyal Lhakhang.

##### Le Kache Lingka
Situé sur la route de Drepung, à 3 km l'ouest du Potala, ce quartier regroupe deux mosquées, des habitations et un cimetière. Sa naissance remonte au XVIIIe siècle[réf. nécessaire].

##### Le Gyal Lhakhang
Il se trouve à une courte distance de l'angle sud-est du Barkhor. La rue musulmane (Moslem Street) y conduit, qui est jalonnée de restaurants halal. Édifiée en 1716, la mosquée fut agrandie en 1793, devenant la plus grande de Lhassa. Incendiée dans les combats de 1959, elle fut reconstruite l'année suivante. Le site comprend une salle d'assemblée, une maison de bains, un minaret, une cour et des résidences. Une vaste porte marque l'entrée du quartier.
Il existe également un cimetière musulman hui, au Nord de Lhassa, appelé cimetière musulman de la Grande mosquée de Lhassa (chinois : 拉萨清真大寺穆斯林墓地), rattaché à cette mosquée,,.

##### La petite mosquée
Une autre mosquée, construite au XXe siècle, se dresse dans le vieux quartier tibétain, dans une ruelle au sud du Jokhang. Elle comprend, au nord, un bâtiment de style tibétain abritant une maison de bains et une salle de classe, et, au sud, une salle d'assemblée.

#### Christianisme
Selon l'association américaine ChinaAid, qui cite Song Xinkuan, un chrétien de la province de Henan, 11 chrétiens dont lui-même ont été arrêtés le 7 octobre 2011 puis relâchés par la police à Lhassa, dans ce qui est peut-être la première persécution de chrétiens dans la région autonome du Tibet. Song Xinkuan, qui est accusé de rassemblement illégal chez lui (house church, « église souterraine »), affirme que la police lui a répété que « la religion chrétienne était non seulement illégale au Tibet mais constituait un prétendu culte qui sapait l'unité ethnique et la stabilité sociale » Song Xinkuan a été relâché le 11 novembre, après avoir connu durant plus d'un mois de prison, injures et mauvais traitements. Les biens confisqués au cours d'une fouille à son domicile ont été détruits.

### Prisons

#### Prisons avant 1951

##### Prison d'État de Shöl
Heinrich Harrer indique que la prison d'État à Lhassa se trouvait dans le village de Shöl situé en contrebas du Palais du Potala. Dans ses mémoires publiés en 1954, le même Harrer signale que les délinquants condamnés à porter des chaînes toute leur vie étaient soit enfermés dans la prison d'État de Shöl, soit confiés à un gouverneur de district qui était responsable de leur garde. La prison de Shöl est celle où fut enfermé, à la fin des années 1940, dans un cachot humide et sombre, le moine, poète et peintre de génie Gendün Chöphel, après avoir été arrêté, jugé et fouetté. C'est également à Shöl que fut emprisonné, en 1947, le 5e Réting Rinpoché, qui avait été régent de 1936 à 1941. Accusé de conspiration et de tentative d'assassinat contre le régent Taktra Rinpoché, il y serait mort empoisonné au bout d'une semaine.

##### Prison du Potala
Le Potala renfermait une prison. Theos Bernard, un Américain qui visita le Potala en 1939, écrit que la prison faisait penser à une fosse servant à piéger un lion mangeur d'hommes et qu'elle était remplie de pauvres hères, tout desséchés, trottinant malgré leurs membres entravés. Warren W. Smith Jr écrit que cette prison avait des airs d'oubliettes mais qu'elle était de dimensions assez réduites, ne pouvant contenir que quelques personnes au plus.

##### Prison municipale de Lhassa
Cette prison, dite de Langzisha (Snag-rtse-shag), se trouve dans la partie nord du quartier du Barkhor dans le centre de Lhassa. C'est un bâtiment à deux étages couvrant 720 mètres carrés, abritant neuf cellules, une salle de tribunal et une salle des gardes. Il avait été construit par le 5e dalaï-lama au milieu du XVIIe siècle pour servir de siège au gouvernement avant d'être transformé en prison. La prison avait été fermée le 28 mars 1959 dans le cadre de la réforme démocratique. Vandalisée par les gardes-rouges de la révolution culturelle, elle a été restaurée en 2004-2005 et transformée en musée. On y trouve des instruments ayant servi à énucléer, couper les oreilles, les mains et les pieds, les tendons et à dépecer,.

#### Prisons dans les années 2000
En 2002, Laurent Deshayes et Frédéric Lenoir évoquent pour environ 150 000 personnes, quatre centres de détentions « Drapchi, Gutsa, Sangyib et Trisan ».

##### «Prison de Drapchi» ou  «prison Di Yi Jianyu-No 1»

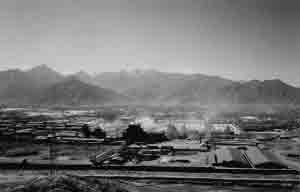
Une ancienne photo de Drapchi.

Selon le Tibetan Centre for Human Rights and Democracy, la prison de Drapchi, connue en chinois sous l'appellation de « prison Di Yi Jianyu-No 1 », située à Lhassa, est la plus grande prison du Tibet. Construite à l'origine pour servir de garnison tibétaine, elle fut transformée en prison après le soulèvement tibétain de 1959 contre la Chine. Selon le site Tibettruth, la prison, ouverte officiellement comme prison en 1965, est formée d'une série de neuf unités et a été récemment agrandie et restructurée. La population carcérale est estimée à 1 000 détenus dont 600 considérés comme prisonniers politiques, âgés de 18 à 85 ans, parmi lesquels beaucoup de moines et nonnes. Selon les réfugiés tibétains en exil, la prison a acquis une réputation tristement célèbre et est redoutée des Tibétains en raison de sa gestion dure. Des associations de Tibétains en exil ont fait état de brutalités.

##### «Non-prisons» (Robert Barnett)
Par ailleurs, Robert Barnett indiquait, qu'il existe à Lhassa, des lieux où sont détenues des personnes qui n'ont pas eu de procès. Les autorités chinoises ne reconnaissent pas ces lieux comme des prisons. Ces « non-prisons », selon la terminologie de Barnett sont des camps de rééducation par le travail, des centres de détention pour adolescents, des centres d'hébergement et d'enquête, des prisons militaires et des prisons de la police armée populaire. Dans la zone urbaine de Lhassa en 2002, il y a au moins 6 de ces « non-prisons ».

### Prostitution
En voyage dans la région autonome du Tibet en 2004, Jean Dif déclare à propos de Lhassa : « on rencontrerait plus de 4000 prostituées dans la cité, mais je n'en ai pas vues ».
Selon Frédéric Lenoir, les quartiers commerçants traditionnels laissent place aux bars, karaokés et bordels. Lhassa compterait en 2008 plus de 300 bordels, soit un des taux les plus élevés des villes chinoises au regard de la population.
Le vice-président de la région autonome du Tibet affirme que les autorités ne manquent pas de dénoncer jeu et prostitution et de lancer des raids contre ces pratiques.

### Distinction
En 2012, Lhassa a de nouveau été élue « ville la plus heureuse » après une enquête nationale organisée par la chaine de télévision CCTV. Depuis 5 ans, Lhassa est parmi les trois villes les plus heureuses de Chine et a été classée première à quatre reprises. Tsering Woeser après avoir vu et visité Lhassa en 2011, affirme que celle-ci « était clairement une ville sous contrôle militaire ». Elle s'interroge : comment le bonheur est-il possible en vivant chaque jour sous la menace d'un fusil, y compris lors de la prière dans un temple.

## Personnalités
- Jamyang Dorjee Chakrishar (1954), né à Lhassa, homme politique en exil au Népal et calligraphe tibétain.
- Tenzin Choedak (1981-2014), né à Lhassa, travailleur social, écologiste et prisonnier politique.
- Lobsang Dargyal (1937-2023), homme politique en exil en Inde.
- Gyalpo Dawa (1958) né à Lhassa, médecin spécialiste des plantes de la médecine tibétaine.
- Jampa Gyaltsen Drakton (1939-1997), né à Lhassa, astrologue tibétain.

## Économie

### Développement

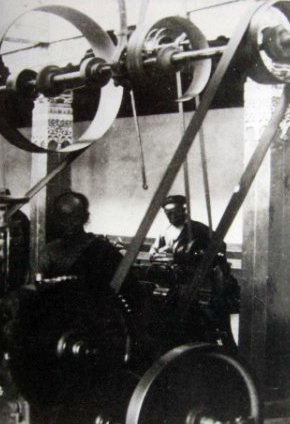
Trabshi Lekhung, en 1933.

À Drapchi, se trouvait le siège de la monnaie tibétaine.
La mise en service, en 1927, de la centrale hydroélectrique de la vallée de Dodé, au nord de Lhassa, permit de desservir la capitale et le palais d'été du dalaï-lama,. L'électricité produite par la centrale alimentait aussi une usine hydroélectrique, le Drapchi Lekhung, fondé par Ringang, sa construction fut achevée en 1935. Elle servait notamment à fabriquer la monnaie.
Selon le journaliste Israel Epstein, en 1955, il n'y avait pas de machines à Lhassa. Filage, tissage, travaux d'imprimerie, travail des métaux se faisaient à la main. En 1965, la ville avait une station de réparation des camions et une cimenterie. En 1976, elle fabriquait des machines agricoles simples, des pièces de tracteur, de petits turbogénérateurs, et des moteurs électriques pour usage rural.
Selon Tubten Khétsun, un des travailleurs du chantier de la centrale hydroélectrique de Nagchen construite par des prisonniers entre 1959 et 1960, cette dernière située dans la région de Lhassa fournissait de l'électricité aux unités de travail chinoises, la population ne bénéficiant que d'un éclairage succinct durant près de 10 jours par mois. En hiver et au printemps, quand le niveau d'eau était au plus bas, elle ne fonctionnait pas. L'électrification n'était qu'une fiction.

### Industries
L'activité économique industrielle à Lhassa et dans sa région concerne principalement la chimie, les engrais, la fabrication de moteurs électriques, le montage de tracteurs, l'entretien et la réparation automobiles, la tannerie, les produits pharmaceutiques, la fabrication de tapis, la cimenterie.

### Artisanat
Dans les années 1980 et 1990, des ateliers de fabrication de tapis s'ouvrirent à Lhassa, renouant avec une activité traditionnelle défunte depuis l'émigration des anciens fabricants aristocratiques en 1959 et la fermeture des monastères, leur principal débouché. La production des nouveaux ateliers est destinée principalement au marché touristique et à la pratique des cadeaux aux délégations officielles. Des ateliers créés récemment par des étrangers ou d'anciens émigrés revenus au pays se tournent vers l'exportation.
Mais derrière cette façade touristique, l'industrie chinoise se retrouve aussi dans cet artisanat. Selon Claire Goubier et Virginie Morel, deux journalistes de la revue Marianne, « l'artisanat tibétain est lui aussi fabriqué en série. Les Chinois se sont mis à produire des objets tibétains. Sur le marché, il est difficile de reconnaître les produits authentiques ». Par ailleurs les Chinois profitent des coûts de main-d'œuvre très bas pour acquérir cet artisanat et l'exporter vers les grandes villes chinoises où l'art tibétain est devenu à la mode.

### Commerce
Les commerces sont majoritairement tenus par des Chinois d'origine Han.

### Bourse
Depuis janvier 1993, Lhassa possède sa propre bourse des valeurs.

### Chiffres
En 2006, le PIB total a été de 10,2 milliards de yuans[réf. nécessaire].

## Urbanisme, transports et patrimoine

### Urbanisme
Selon le tibétologue Robert Barnett la ville est qualifiée de cité-jardin par le correspondant du Times accompagnant l'expédition de 1904 par les Anglais. En 1959, la carte de Zasak Tsaring indique 22 parcs qui ceinturent Lhassa. Ces parcs permettaient l'organisation des pique-niques  par les habitants. Robert Barnett signale en 1998, qu'à l'exception du Norboulingka, d'une partie du parc du peuple et du Loukhang, les jardins ont disparu dans la ville chinoise

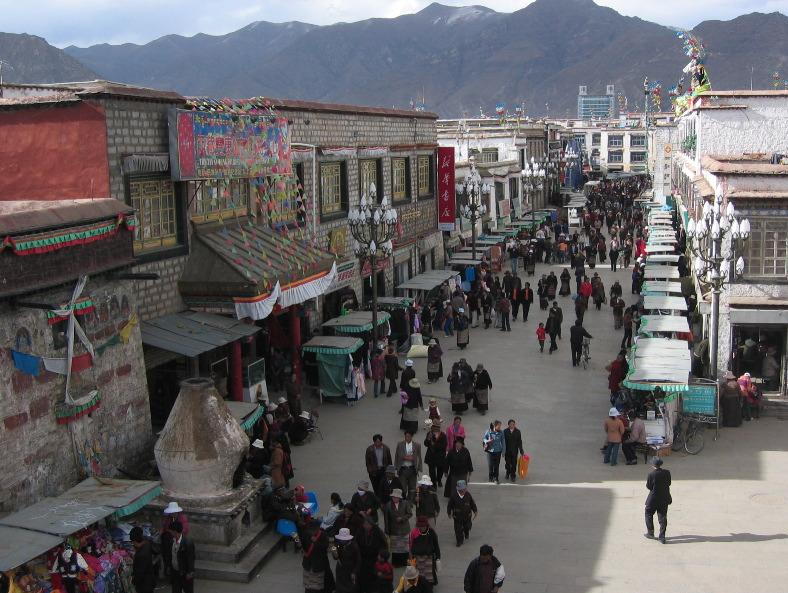
Le nouveau quartier de Barkor.

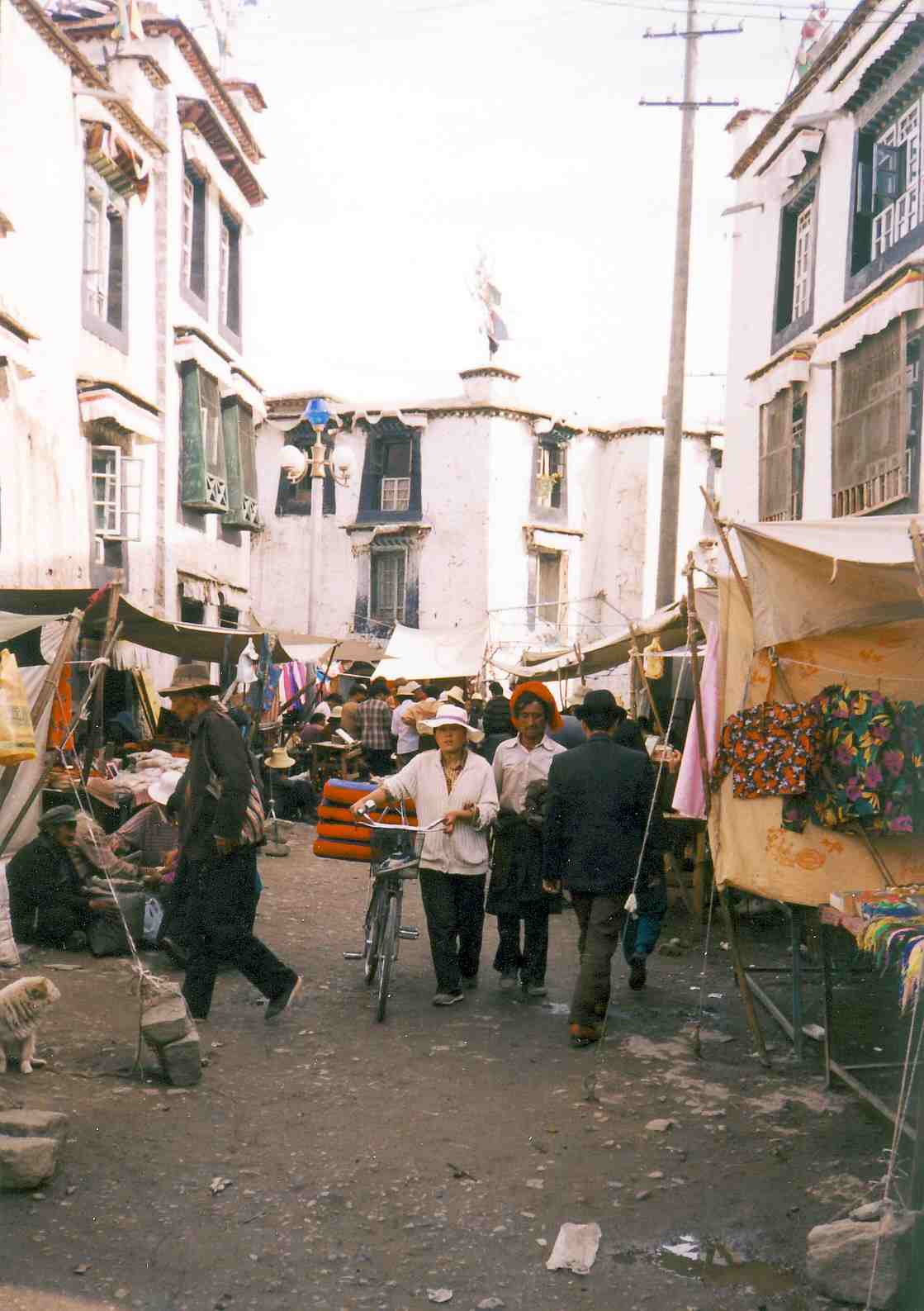
L'ancien quartier de Barkor en 1993.

#### Situation en 1948
En 1948, la ville est délimitée par le Lingkhor, voie circulaire destinée à la circumambulation. D'après l'enquête de Peter Aufschnaiter, la zone centrale de Lhassa comprend quelque 600 bâtiments (900 en comptant d'autres quartiers comme celui de Shöl). Le temple de Jokhang se dresse au cœur de l'agglomération, avec à l'ouest le palais du Potala et, sur la colline de Chakpori, l'institut médical. Dans la vallée non encore urbanisée, les autres sites importants sont le palais d'été du dalaï-lama, les monastères de Séra, Ganden et de Drepung, le siège de l'oracle d'État à Nechung. De petits villages agricoles et des domaines nobles sont disséminés dans toute la vallée, sans oublier les résidences d'été de l'aristocratie.

#### Dans les années 1980
Trois décennies plus tard, la vallée de Lhassa comporte de nouvelles zones bâties, pour nombre d'entre elles des installations administratives et techniques. Des voies modernes sont en construction. Le Lingkor, malgré quelques modifications, reste voué à la circumambulation de la vieille ville. La porte ouest de la vieille ville, en forme de stupa, n'est plus, ainsi que plusieurs autres sites religieux. En 1985, le réseau routier urbain existe déjà dans ses grandes lignes. Les vieux quartiers sur le côté ouest du Jokhang sont démolis pour faire place au square de Barkhor, ceinturé de boutiques commerçantes. La vieille ville reste néanmoins une entité cohérente et le centre de Lhassa.

#### Dans les années 1990
La vallée de Lhassa est désormais occupée par une vaste agglomération desservie par un réseau routier moderne.
En 1995 commence l'époque des grands projets, 62 constructions sont ainsi réalisées. Sur ordre direct de Pékin est créée la Place de la libération pacifique du Tibet, devant le Potala, à l'emplacement d'un groupe de bâtiments connu sous le nom de Shol extérieur et situé à l'extérieur des murailles du village de  Shol. L'architecte André Alexander, précise qu'à l'été 1995, plus de 140 familles résidant à Shöl furent expropriées et réinstallées au nord de Lhassa. Plus de 40 bâtiments anciens, faisant partie de l'ensemble historique « Palais du Potala et Shoel », dont beaucoup du XVIIe siècle, furent démolis tant intra-muros qu'extra-muros, étant jugés à l'époque comme d'importance trop faible pour faire partie de l'ensemble monumental. Les démolitions se sont effectuées rapidement et cela « en dépit de la convention signée avec l'Unesco qui cherche à respecter l'intégrité du cadre historique d'un lieu ». Philippe Cornu considère que « sous prétexte de vétusté, la plupart des vieux quartiers ont été rasés pour faire place à de sinistres bâtiments ».
Au sud de l'avenue de Pékin, une esplanade présente au centre un mât pour lever les couleurs et une fontaine posée sur le dos de deux dragons chinois en pierre. Elle permet des manifestations publiques où, selon Katia Buffetrille et Charles Ramble, les dirigeants peuvent proclamer des discours devant le peuple réuni.

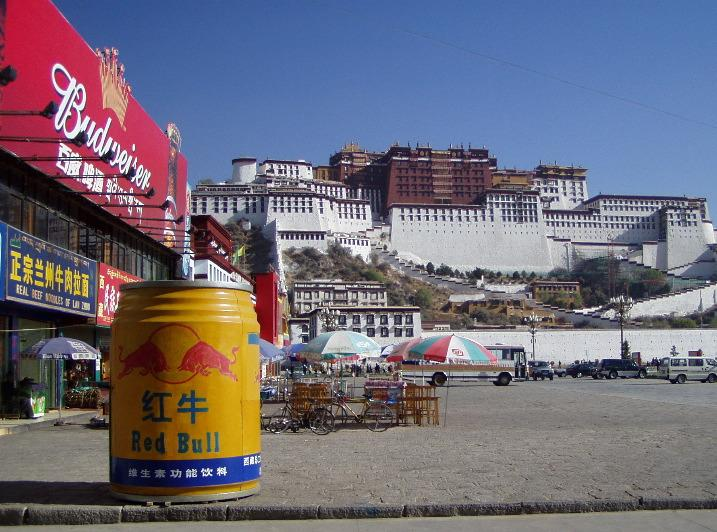
Sur le côté ouest de la place de la libération pacifique du Tibet, magasins démolis en 2005 et remplacés par un espace vert.

Le palais du Potala est restauré et une réplique de l'ancienne porte de la ville est construite à l'emplacement originel.
En 2000 et 2001, le temple de Jokhang et le Norbulingka ont été admis sur la liste de l’Unesco.

#### Dans les années 2000
Mettant en avant la nature des matériaux (pierre, bois et terre) de construction, l'insalubrité des maisons (basses, obscures et humides), l'absence de tout-à-l'égout et l'entassement des ordures, les risques sanitaires et d'incendie liés à l'exiguïté des ruelles, le gouvernement régional a pris des mesures pour réhabiliter le vieux quartier de Lhassa. Ainsi, de 2001 à 2004, 68 cours intérieures ont été restaurées

#### Dans les années 2010
Avant 2011, les eaux usées de Lhassa étaient rejetées sans traitement dans les rivières. En juillet 2011, une usine de traitement, conçue pour traiter 50 000 tonnes d'eaux usées par jour, a été mise en service.
En 2013, Tsering Woeser s'indigne de la construction d'un centre commercial à proximité du Barkhor. Woeser affirme que les commerçants tibétains qui possèdent les commerces à proximité du Barkhor devront s'installer dans le nouveau centre commercial et que les résidents de la vieille ville seront relogés dans une banlieue de Lhassa. Une partie des demeures réhabilitées seront vendues aux plus offrants pour créer des commerces. Les journalistes en poste à Pékin ne sont toujours pas autorisés à se rendre à Lhassa. Au contraire le responsable de la propagande chinoise, Ma Xinming, récuse ces critiques, indiquant que le projet respecte la culture tibétaine. De même, Che Zala, secrétaire du Comité municipal du Parti communiste chinois indique : « Les travaux ont permis de renforcer la protection des bâtiments historiques tibétains, de moderniser les infrastructures de la vieille ville et d'améliorer les conditions de vie ». Enfin les autorités indiquent recevoir le soutien de 96 % des habitants.

### Transports

#### Aérien
Il existe neuf vols quotidiens (six par Air China et trois par Sichuan Airlines) entre l'aéroport de Lhassa Gonggar (Code AITA : LXA ; code OACI : ZULS) et Chengdu, deux vols entre Lhassa et Chongqing (Sichuan Airlines et China Southern Airlines), et un vol entre Lhassa et Chamdo (Air China) et entre Lhassa et Xi'an (China Eastern Airlines).
Depuis le 10 juillet 2009, un vol direct quotidien Beijing-Lhassa est assuré par le transporteur aérien Air China sur des Airbus A320. Le trajet prend 3 h 50 min, soit un gain de 2 heures par rapport à l'ancien vol qui nécessitait une correspondance à Chengdu, la capitale de la province du Sichuan.

#### Ferroviaire

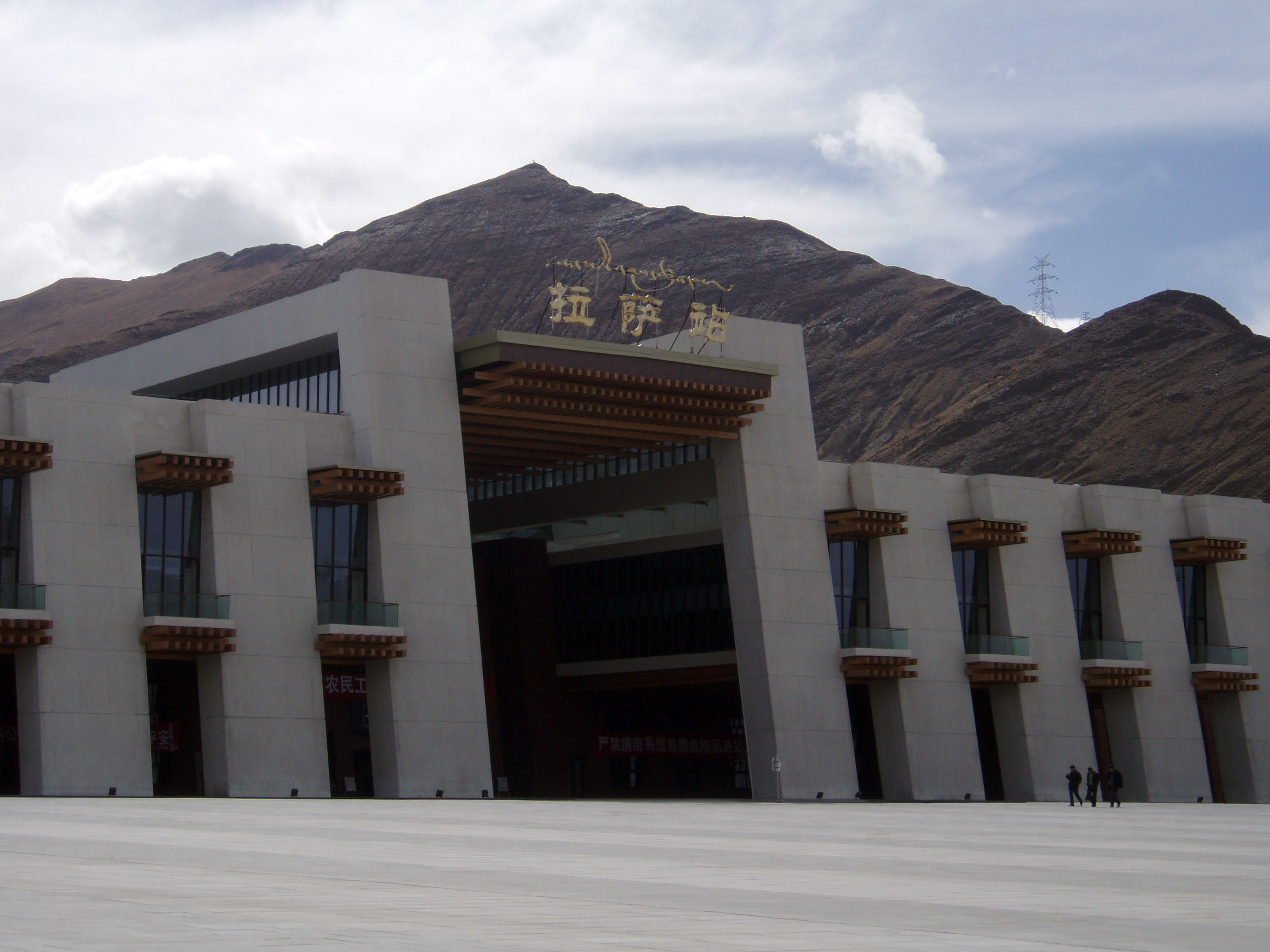
Façade de la gare ferroviaire de Lhassa.

Une liaison ferroviaire avec le Qinghai (Golmud) a été ouverte en juillet 2006 et inaugurée par le président chinois Hu Jintao. Elle relie désormais le Tibet au reste de la Chine, mettant Pékin à deux jours de train. Les voitures sont pressurisées (et très résistantes pour supporter les vents de sable, la foudre, les rayons ultra-violets, etc.). En 2005, la Chine prévoyait 2 000 touristes en plus par jour, ce qui aurait un impact important sur l'économie locale. Le journaliste Pierre Haski indique que les Tibétains redoutent, avec cette ligne, une arrivée massive de « colons ». La gare de Lhassa se trouve dans la Nouvelle Zone de Liuwu, à 1 km au sud de la rivière principale et à 5 km au sud-ouest du palais du Potala.

## Patrimoine

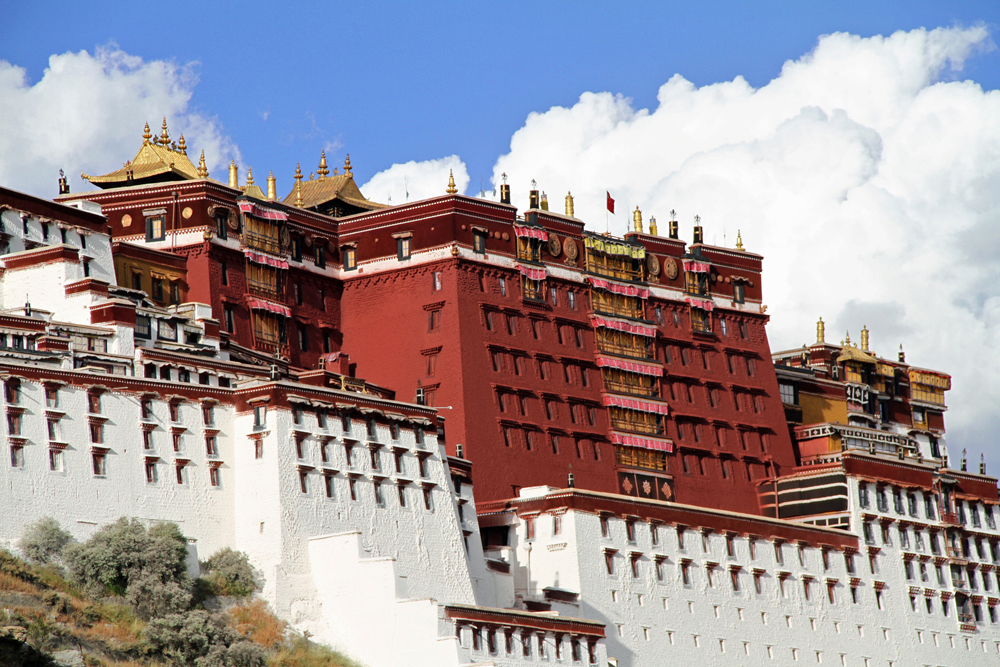
Le palais du Potala.

### Édifices religieux

#### Palais du Potala
Le Palais du Potala est un palais-forteresse ou dzong du XVIIe siècle, situé à Lhassa, sur la colline de Marpari (« la colline rouge »), au centre de la vallée de Lhassa. Comprenant un « palais blanc » et un « palais rouge », ainsi que leurs bâtiments annexes, l'édifice incarne  l'union du pouvoir spirituel et du pouvoir temporel et leur rôle respectif dans l'administration du Tibet. Construit par le cinquième dalaï-lama, Lobsang Gyatso (1617-1682), le palais fut notamment le lieu de résidence principal des dalaï-lamas successifs, jusqu'à la fuite du quatorzième dalaï-lama en Inde après le soulèvement contre l'armée chinoise en 1959. Aujourd'hui, le quatorzième dalaï-lama réside à Dharamsala dans le nord de l'Inde et le palais est devenu un musée de la république populaire de Chine.

#### Lingkhor
Le Lingkhor ou « grand tour » est le chemin circumambulatoire dévotionnel qui ceinturait la vieille ville de Lhassa avant l'incorporation du Tibet dans la république populaire de Chine et dont il ne subsiste qu'une portion aujourd'hui. À l'origine, il faisait 8 km de long et englobait la vieille ville, le palais du Potala et la colline de Chakpori. Il devait être parcouru par les pèlerins avant leur entrée dans la ville. La route traversait de petits parcs ombragés de saules où les citadins allaient pique-niquer en été et regarder des opéras en plein air les jours de fête.

#### Barkhor

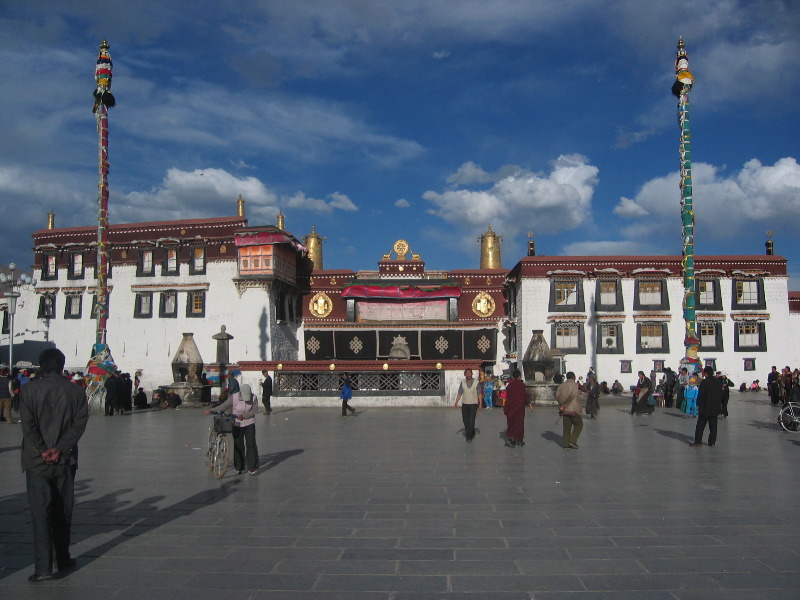
La façade du Jokhang.

Le Barkhor ou « moyen tour » est le parcours de circumambulation, long d'un kilomètre, entourant le temple de Jokhang, l'ancien siège de l'Oracle d'état de Lhassa, ainsi que nombre d'anciennes maisons de la noblesse tibétaine. Il y avait, disposés aux quatre points cardinaux, quatre grands brûleurs d'encens (sangkangs) où l'encens brûlaît continuellement pour apaiser les dieux protégeant le Jokhang.

#### Jokhang
Le Jokhang, aussi appelé Temple de Jokhang ou monastère de Jokhang, est le premier temple bouddhiste construit au Tibet. Cœur spirituel de Lhassa et lieu de pèlerinage depuis des siècles, il en est aussi un des hauts-lieux touristiques avec le palais du Potala et le parc de Norbulingka. Depuis 2000, il est inscrit au patrimoine mondial de l'UNESCO dans le cadre de l'« ensemble historique du palais du Potala ».

#### Norbulingka

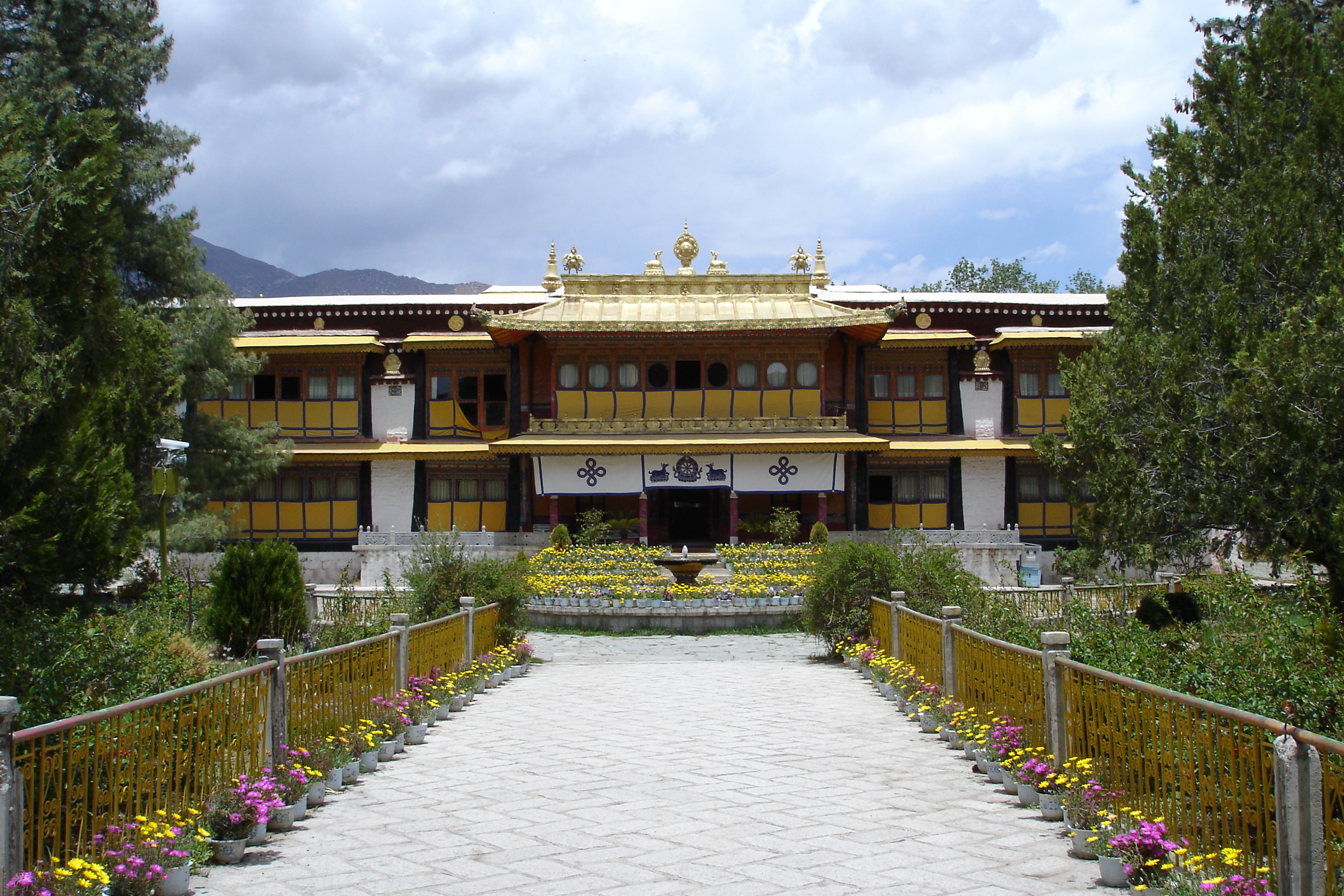
Le « nouveau palais d'été » au Norbulingka.

Le Norbulingka, le « parc aux joyaux », est une enclave de 40 ha, comprise dans les faubourgs ouest de Lhassa, et remplie de jardins, de bassins, de pavillons et de palais. Avant la construction de la ville nouvelle à partir de 1959, le site était à l'extérieur de Lhassa. Le parc, qui se divise en deux parties : le Norbulingka proprement dit, à l'est, et le Chensel Lingka ou Jianselingka, à l'ouest, servit de résidence d'été aux dalaï-lamas depuis le milieu du XVIIIe siècle jusqu'au 17 mars 1959, date où Tenzin Gyatso, 14e dalaï-lama s'exila en Inde. Hormis le palais du 7e dalaï-lama (le Kelsang Phodrang), construit en 1755, les grands palais et leurs bâtiments ancillaires (le Chensel Phodrang et le Takten Migyür Phodrang) furent édifiés au XXe siècle respectivement par Thupten Gyatso, le 13e dalaï-lama et le 14e dalaï-lama. Le site fut un deuxième centre religieux, politique et culturel du Tibet, après le Potala. En 2001, l'UNESCO inscrivit le Norbulingka sur la liste du patrimoine mondial de l'humanité en tant que partie de l'ensemble historique du Palais du Potala.

#### Ramoché
Le Temple de Ramoché est considéré, après le temple de Jokhang, comme le temple le plus sacré de Lhassa.

#### Falaise des milles bouddhas
la falaise des mille bouddhas est un complexe d'édifices religieux commencé au XVIe siècle, sous le règne du régent Sangyé Gyatso, sur le flanc nord de la colline Chakpori.

### Édifices civils

#### Pilier extérieur de Shöl

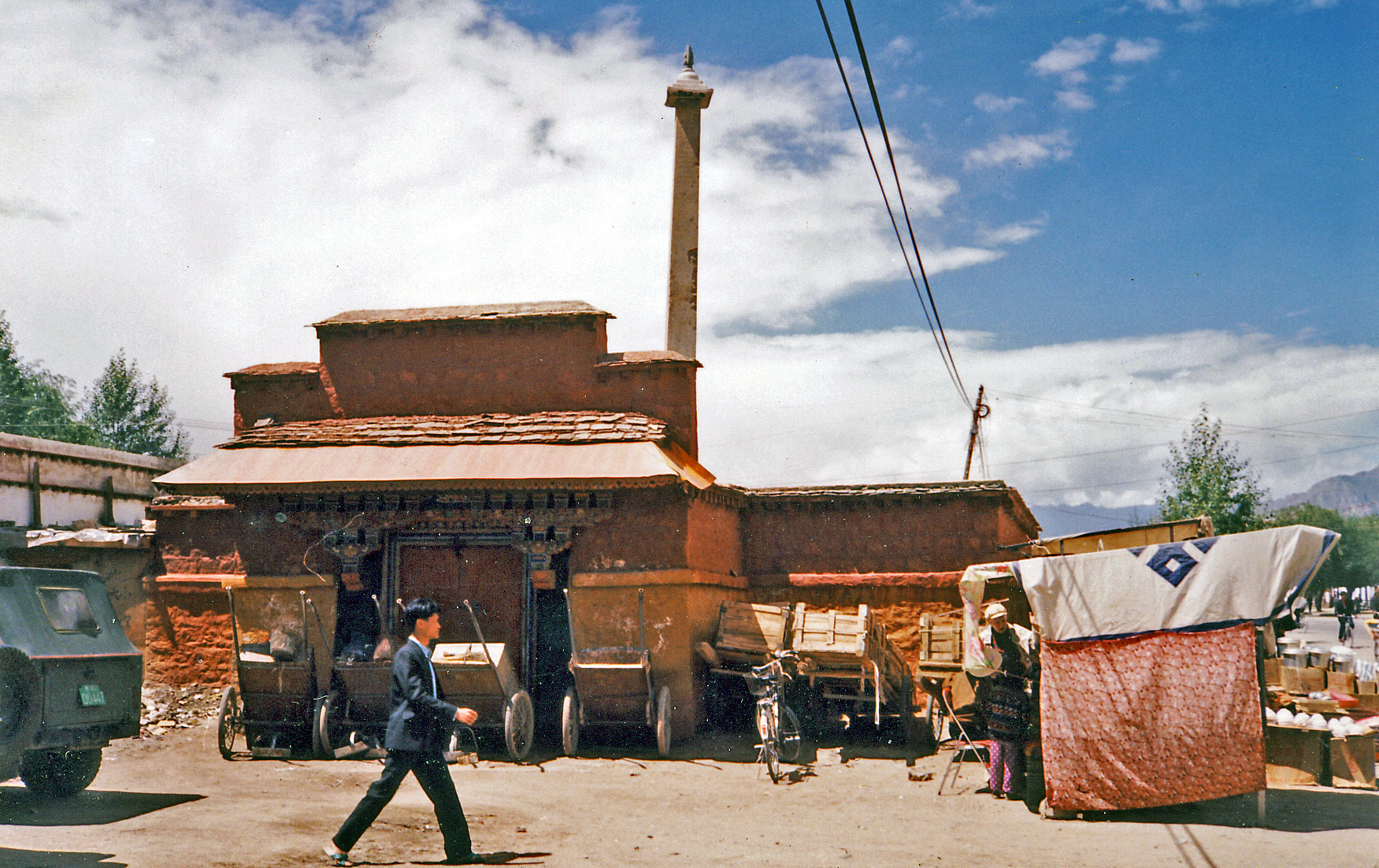
Lhassa, le pilier extérieur de Shöl (doring chima) en 1993.

Le pilier extérieur de Shöl, devant la muraille sud du bourg de Shöl, date des alentours de 764, sous le règne de Trisong Detsen. Il porte une inscription relative à la prise de Chang'an, la capitale chinoise, en 763, sous le règne de Daizong, l'empereur des Tang. Au pilier extérieur fait écho le pilier intérieur, ou doring nangma, lequel se dresse dans le bourg de Shol, juste au pied de l'escalier qui mène au Potala. S'il présente la même hauteur et la même morphologie que le pilier extérieur, en revanche il ne porte aucune inscription.

#### Tablette de pierre de l’unité du long terme
La stèle connue sous le nom de « Tablette de pierre de l’unité du long terme » fut érigée en 823 devant la porte principale du Temple de Jokhang en mémoire du traité de paix sino-tibétain de 822.

#### Monument de la libération pacifique du Tibet

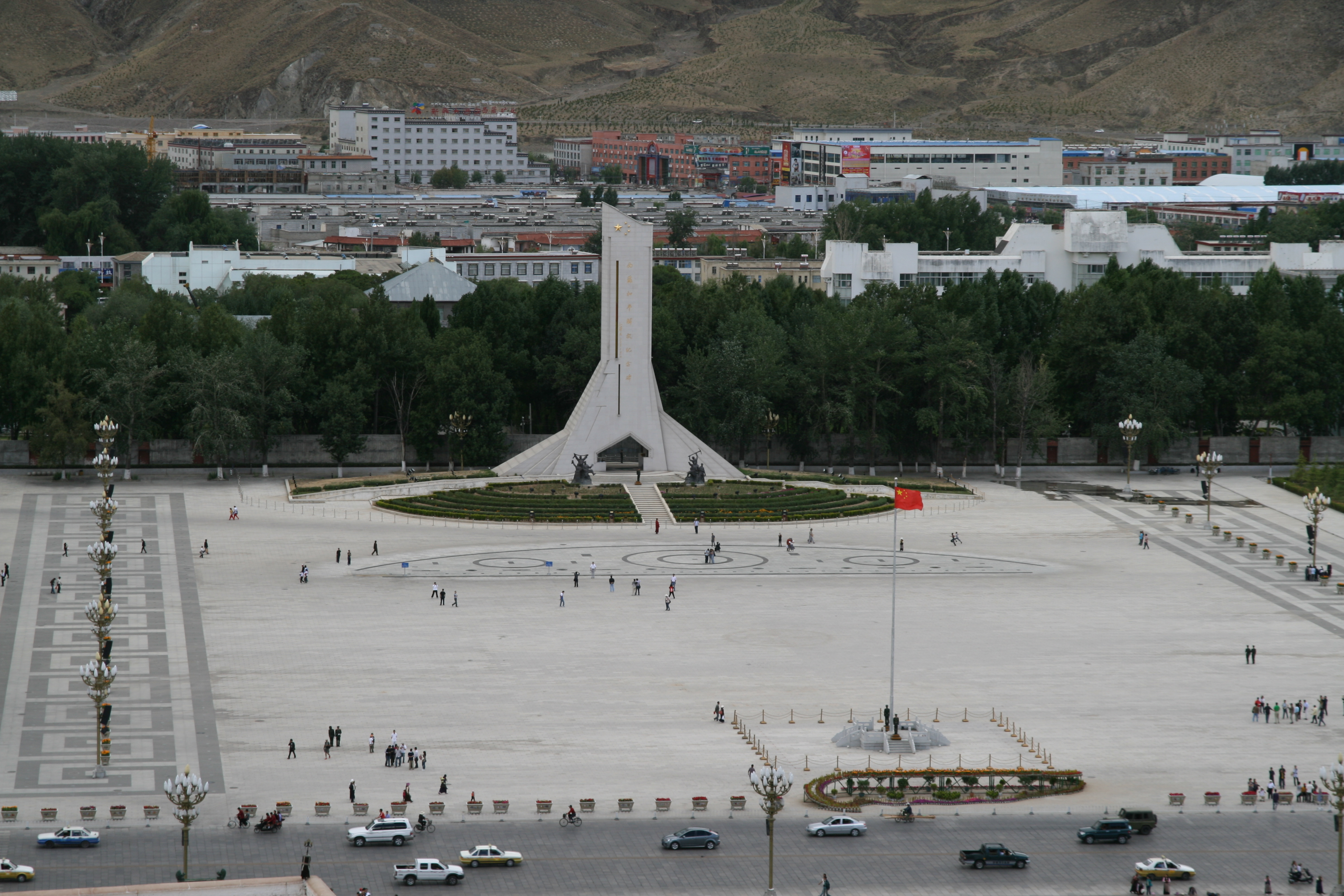
Le monument de la libération pacifique du Tibet sur l'esplanade du Potala.

Le monument de la libération pacifique du Tibet, érigé sur l'esplanade du Potala à Lhassa, célèbre ce que la Chine appelle la libération pacifique du Tibet par l'armée populaire de libération en 1951 (c'est-à-dire l'expulsion des forces impérialistes du Tibet et l'unification de la Chine continentale), ainsi que le développement socio-économique qu'a connu le Tibet depuis. Haut de 37 m, entièrement en béton, le monument est une représentation abstraite du mont Quomolangma (le mont Everest des Occidentaux). Le nom du monument y est inscrit en signes calligraphiés par l'ancien président de la république Jiang Zemin, et une inscription relate le développement du Tibet.
Selon le gouvernement tibétain en exil, le monument a été construit « malgré l'hostilité de la population tibétaine, pour qui il s'agit d'un rappel quotidien de l'humiliation subie par le peuple tibétain »,.

## À voir

### Vues contemporaines de Lhassa (août 2005)

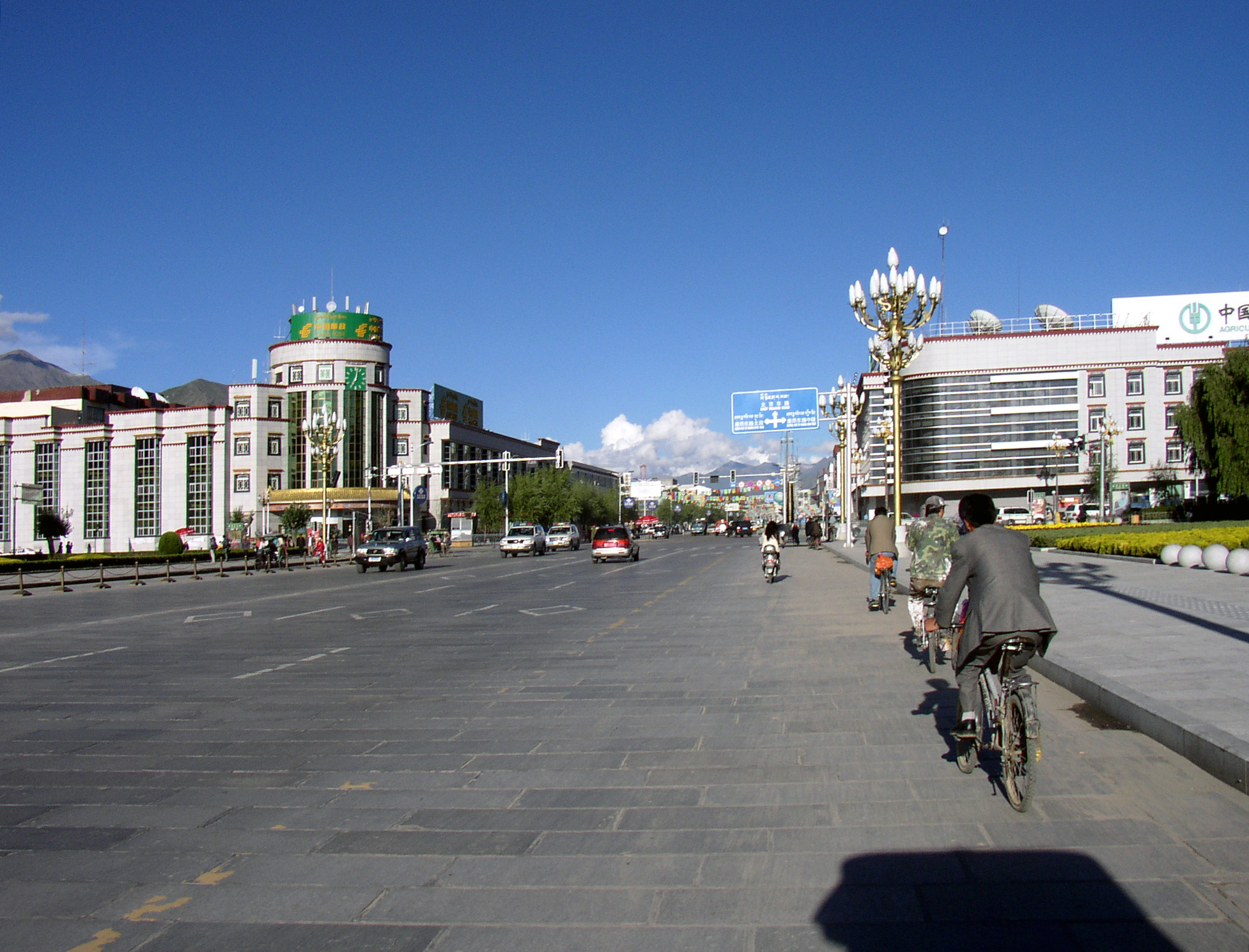
La route de Beijing au niveau de l'esplanade de la Libération pacifique du Tibet.
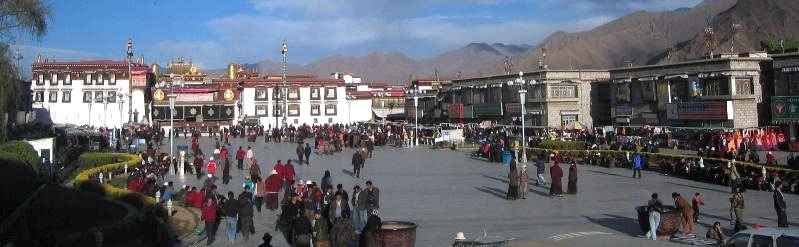
Place du Jokhang.